# Föhringer Eisenbahnbrücke
Die Föhringer Eisenbahnbrücke, auch Föhringer Isarbrücke genannt, ist eine Brücke des Münchner Nordrings im Norden der Stadt München. Sie überquert die Isar und den parallel verlaufenden Mittlere-Isar-Kanal zwischen dem Münchner Stadtteil Freimann und der Gemeinde Unterföhring.

## Lage
Die Föhringer Eisenbahnbrücke liegt bei Streckenkilometer 25,922 der Hauptbahn Steinwerk–München-Trudering. Sie befindet sich größtenteils auf dem Gemeindegebiet von Unterföhring, etwa sechs Kilometer nördlich des Stadtzentrums von München, an der Grenze zum Münchner Stadtbezirk Schwabing-Freimann. 35 Meter flussaufwärts steht parallel zur Eisenbahnbrücke die Leinthalerbrücke, auf der die Leinthalerstraße die Isar und den Mittlere-Isar-Kanal überquert. Weitere 300 Meter südlich wurde mit der Herzog-Heinrich-Brücke um 1960 eine weitere Straßenbrücke errichtet, auf der der Föhringer Ring verläuft. Östlich der Brücke befindet sich das Heizkraftwerk Nord.

## Geschichte

Erste Föhringer Eisenbahnbrücke (vor 1920)

1904 genehmigte der bayerische Landtag die Errichtung einer Lokalbahn von Johanneskirchen nach Schwabing für den Güterverkehr, die zwischen Unterföhring und Freimann die Isar überqueren sollte. Der Regierungsrat Ferdinand Beutel von der Eisenbahndirektion München entwarf hierfür 1905 eine Stampfbetonbrücke mit drei Bögen nach dem Vorbild der Oberen Illerbrücken in Kempten. Das Königliche Flussbauamt erteilte am 23. November 1905 die Genehmigung zum Bau der Eisenbahnbrücke. Die Bauarbeiten an der Brücke begannen 1907. Sie wurde zunächst eingleisig ausgeführt, die Fundamente der Pfeiler und Widerlager aber bereits für einen zweigleisigen Ausbau vorbereitet. Am 5. Juni 1909 nahmen die Königlich Bayerischen Staatseisenbahnen die Brücke mit der Eröffnung der Lokalbahn in Betrieb.
Durch die Kanalisierung der Isar grub sich der Fluss immer weiter ein; im Oktober 1910 wurde das Fundament des östlichen Strompfeilers auf einer Länge von zwei bis drei Metern unterspült. Um die Brücke zu schützen, bauten die Königlich Bayerischen Staatseisenbahnen flussabwärts 1911 ein Grundwehr, das das Geschiebe zurückhält, und verbreiterten das Flussbett. Zur Überquerung des in Bau befindlichen Mittlere-Isar-Kanals errichtete die Mittlere Isar AG 1921 direkt östlich der Isarbrücke eine Balkenbrücke mit einem durch das Stahlbauunternehmen Kustermann gelieferten Vollwand-Blechträger.
Mit dem 1939 begonnenen Ausbau der bisherigen Nebenbahn zum Münchner Nordring war eine Erweiterung der Brücke auf zwei Gleise notwendig. Da nach Beginn des Zweiten Weltkriegs Luftangriffe auf die Bahnanlagen im Stadtzentrum befürchtet wurden, sollte der Ausbau der Güterumgehungsbahn möglichst schnell abgeschlossen werden. Anstatt – wie in der Planung von 1905 vorgesehen – die Stampfbetonbrücke zu verbreitern, errichtete die Deutsche Reichsbahn daher von 1940 bis 1941 nördlich des bestehenden Bauwerks eine neue Balkenbrücke für das zweite Gleis. Der Überbau wurde durch das MAN-Werk Gustavsburg als Vollwandträger in Stahl ausgeführt. Sie ging am 1. Januar 1942 in Betrieb. Am 6. Juni 1944 wurde die Brücke bei einem Luftangriff der United States Army Air Forces schwer beschädigt, in der Folge aber die Befahrbarkeit wiederhergestellt. Kurz vor dem Eintreffen amerikanischer Truppen sprengten am 30. April 1945 deutsche Soldaten die Bahnbrücke und die danebenliegende Straßenbrücke.
Kurz nach Ende des Krieges begannen die Arbeiten zur Wiederherstellung der Brücke: Der Stahlträger des nördlichen Streckengleises wurde aus der Isar gehoben und repariert, sodass ab Mai 1946 ein eingleisiger Betrieb auf dem Nordring-Abschnitt Freimann–Johanneskirchen möglich war. Von den Überbauten des südlichen Gleises konnte lediglich der Blechträger über den Mittlere-Isar-Kanal weiterverwendet werden. Die Deutsche Reichsbahn brach die Reste des Gewölbes der Stampfbetonbrücke ab und montierte auf den umgebauten Pfeilern und Widerlagern behelfsmäßig einen geschraubten Pionier-Überbau mit Strebenfachwerk nach dem System Roth-Waagner. Damit waren ab Oktober 1949 wieder beide Streckengleise befahrbar.
Anfang der 1960er Jahre entdeckte die Deutsche Bundesbahn Schäden am provisorischen Überbau des südlichen Brückenteils und sperrte am 24. Mai 1965 das südliche Streckengleis. Bis zum Herbst 1968 wurden der Pionier-Überbau über der Isar und der anschließende Blechträger über dem Mittlere-Isar-Kanal abgebrochen. An ihrer Stelle montierte die Deutsche Bundesbahn ab Oktober 1969 einen neuen durchlaufenden Hohlkastenträger. Am 30. November 1969 ging die erneuerte Brücke in Betrieb, sodass der Nordring wieder zweigleisig befahrbar war.

## Beschreibung
Die von Ferdinand Beutel entworfene erste Föhringer Isarbrücke war eine Bogenbrücke aus Stampfbeton. Sie bestand aus drei Dreigelenkbögen mit lichten Weiten von jeweils 30,46 Metern und einer Breite von 3,94 Metern. Die Gewölbe hatten lichte Höhen zwischen 9,45 und 9,65 Metern bei einer Pfeilhöhe von 7,08 Metern. Durch die flache Ausführung der Bögen erhielt die Brücke eine große und gleichmäßige Durchfahrtshöhe, die einen möglichen Ausbau der Isar für die Großschifffahrt berücksichtigte. Um die Sichtbeschränkung entlang der Isar gering zu halten, waren in den beiden Strompfeilern und den Widerlagern überwölbte Öffnungen vorhanden. Auf der Südseite der Pfeiler befanden sich unterhalb der Öffnungen halbrunde Vorköpfe, die mit runden Hauben abgedeckt waren. Während die Hauptbögen eine glatte Oberfläche aufwiesen, waren die Bogenzwickel durch horizontale Nuten gegliedert. Die Brückenplatte kragte leicht über die Gewölbe aus und war mit einem ornamentierten Metallgeländer ausgestattet.

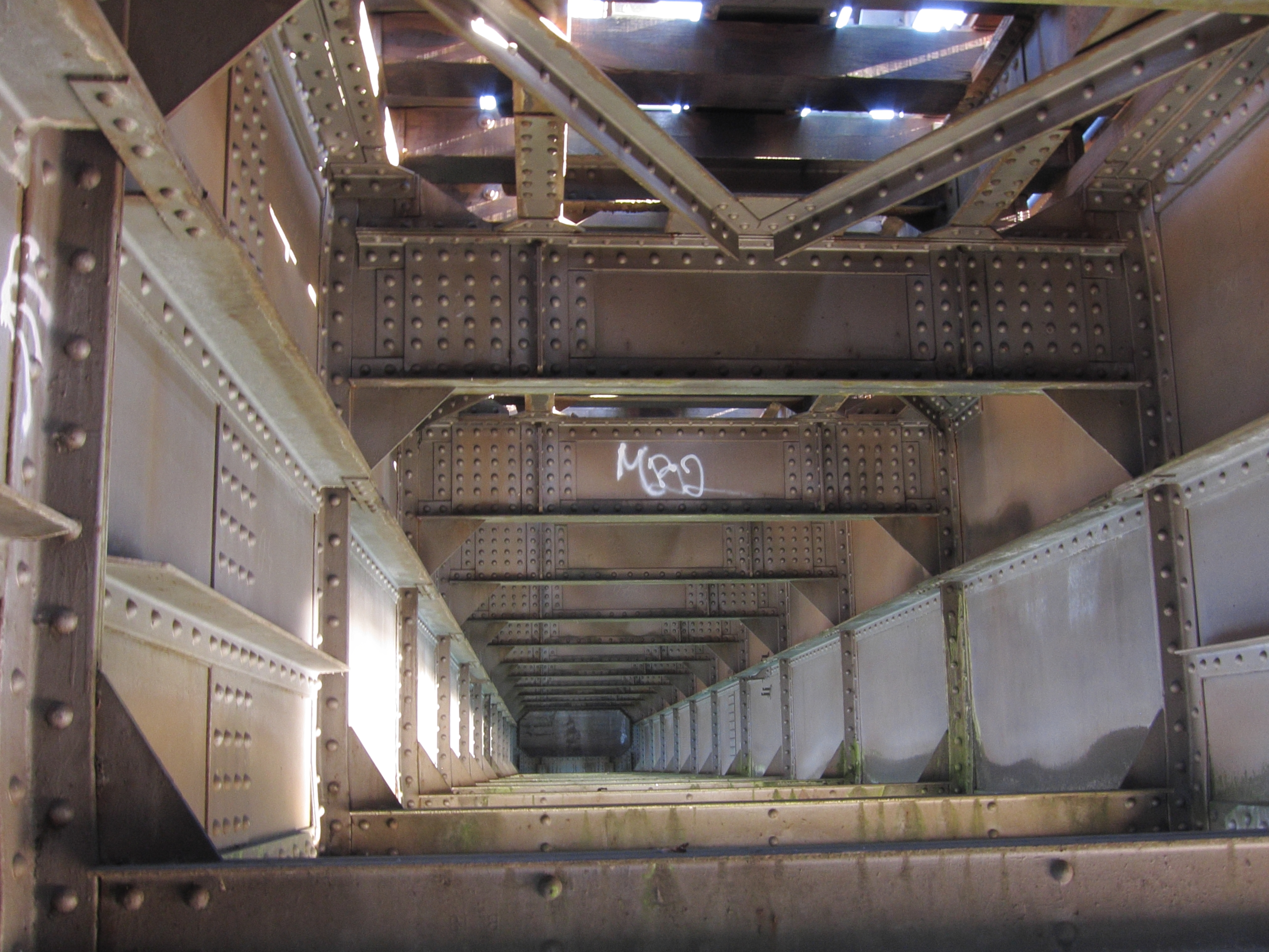
Genieteter Vollwandträger des nördlichen Streckengleises (2015)

Die heutige Brücke ist eine 155 Meter lange und 12 Meter hohe Balkenbrücke aus Stahl, die auf drei Pfeilern sowohl die Isar als auch den Mittlere-Isar-Kanal überquert. Der westliche Pfeiler steht als Strompfeiler in der Isar, der mittlere im Überschwemmungsgebiet an ihrem Ostufer und der östliche auf dem Westdamm des Kanals. Die vier Brückenfelder weisen von Westen nach Osten Stützweiten von 34,08, 33,48, 40,80 und 30,77 Metern auf. Der 1941 errichtete Überbau des nördlichen Streckengleises besteht aus einem durchlaufenden genieteten Vollwandträger. Das südliche Streckengleis liegt auf einem 139,9 Meter langen geschweißten Durchlauf-Blechträger mit Hohlkastenquerschnitt von 1969. Der Vollwandträger hat eine Masse von 500 Tonnen, der neuere Hohlkastenträger eine Masse von 320 Tonnen. Pfeiler und Widerlager sind mit Granit verkleidet; die Pfeiler haben nach Norden und Süden halbrunde Vorköpfe, während die Widerlager kubisch ausgeführt sind. In den Widerlagern sind auf beiden Seiten überwölbte Öffnungen vorhanden, die für Fuß- und Radwege genutzt werden.